# الخلاف الحدودي البحري بين الصومال وكينيا
الخلاف الحدودي البحري بين الصومال وكينيا تصاعد الخلاف الحدودي البحري بين كينيا والصومال منذ المؤتمر الدولي للنفط والغاز الصومالي وفي مؤتمر النفط والطاقة الأفريقي في كيب تاون بجنوب إفريقيا في أكتوبر 2019. أعلن وزير البترول والثروة المعدنية الصومالي عبد الرشيد محمد أحمد جولة مزايدة الترخيص فيما يتعلق بـ 15 منطقة مفتوحة للعمل على الرغم من النزاع الحدودي المستمر.

## تطور النزاع
- في عام 2014 دعا الصومال محكمة العدل الدولية في لاهاي لحل النزاع. وفي أكتوبر 2019 أجلت محكمة العدل الدولية جلسة الاستماع حتى 8 يونيو 2020.[2]
- في فبراير 2020 صدقت الحكومة الصومالية على قانون جديد للبترول قبل منح التراخيص للمزادات العلنية التي تفتح صلاحيات مقديشو لبيع حقول النفط المحتملة في المنطقة المتنازع عليها.[3]
- في مارس 2020 أبرمت الحكومة الصومالية اتفاقًا مع شل وإكسون موبيل على خمس كتل تم منحها خلال نظام سياد بري. منذ الإطاحة بري عام 1991 كانت الكتل تحت قوة قاهرة.[4]